# 1410 en santé et médecine
| Années de la santé et de la médecine : 1407 - 1408 - 1409 - 1410 - 1411 - 1412 - 1413    |
| Décennies de la santé et de la médecine : 1380 - 1390 - 1400 - 1410 - 1420 - 1430 - 1440 |

Cet article présente les faits marquants de l'année 1410 en santé et médecine.

## Événements
- Jean Ier, duc de Berry, accorde « des statuts communs aux barbiers du Berry, du Poitou, de l'Auvergne, du Languedoc et de la Guyenne » et il leur donne « comme chef son premier barbier[1] ».
- Fondation, attribuée à Vincent Ferrier, du collège des Orphelins de Valence, « afin d'y élever et éduquer les enfants orphelins[2] ».

## Ouvrage
- c. 1382-1410[3] : compilation du Livre rouge de Hergest, manuscrit gallois qui contient un recueil de remèdes par les plantes attribué à Rhiwallon Feddyg, fondateur de la dynastie des médecins de Myddfai[4].

## Personnalités
- Fl. Hélyas Sabatti, médecin d'Henri IV, roi d'Angleterre, et de deux papes, qui passe quelques mois à Bâle où plus aucun Juif ne résidera pendant quatre siècles[5].
- Fl. Hugonin de Goys, chirurgien barbier à Avignon, et Jean le Breton et Jean Briçon, barbiers dans la même ville[6].
- Fl. Lawrence Markes, médecin à Londres[6].
- 1404-1410 : fl. Hugonin, chirurgien à Avignon[6].
- 1408-1410 : fl. Jean de Fonte[7] et Nicolas Vosquin[8], reçus respectivement licencié et maître à la faculté de médecine de Paris.
- 1409-1410 : fl. Simon Karoli, reçu bachelier à la faculté de médecine de Paris[6].

## Naissances
- Vers 1400 ou 1410 : Johannes Hartlieb (mort en 1468), médecin bavarois au service des   ducs Louis VII, Albert III et Sigismond, ainsi que d'Albert VI, duc Autriche, traducteur du latin en allemand et auteur de divers ouvrages parmi lesquels il faut compter un important herbier (Kräuterbuch) rédigé vers 1440[9],[10].
- Entre 1410 et 1418 : Giovanni Marcanova (mort en  1467), professeur de médecine et de philosophie à Padoue et Bologne[11],[12].
- Entre 1410 et 1420 : Paolo Bagellardo (it) (mort entre 1492 et 1494), professeur de philosophie et de médecine à Padoue, auteur en 1472 du Libellus de egritudinibus infantium (« Petit traité sur les maladies infantiles »), premier ouvrage de pédiatrie qui ait été imprimé[13].

## Décès
- Guillaume Boucher (né à une date inconnue), maître régent de la faculté de médecine de Paris, au service de Louis Ier, duc d'Orléans, et de Philippe le Hardi, duc de Bourgogne, et médecin du roi Charles VI[7].
- Pierre d'Auxon (né à une date inconnue), champenois, médecin du pape Clément VII[14].